# Бузонвил о Боа
Бузонвил о Боа (фр. Bouzonville-aux-Bois) насеље је и општина у централној Француској у региону Центар (регион), у департману Лоаре која припада префектури Питивје.
По подацима из 2011. године у општини је живело 427 становника, а густина насељености је износила 56,63 становника/km². Општина се простире на површини од 7,54 km². Налази се на средњој надморској висини од n. c. метара (максималној 118 m, а минималној 108 m).

## Демографија
| 1962. | 1968. | 1975. | 1982. | 1990. | 2011. |
| ----- | ----- | ----- | ----- | ----- | ----- |
| 212   | 215   | 214   | 273   | 306   | 427   |

График промене броја становника у току последњих година